# Timbaúba (kommun)
Timbaúba är en kommun i Brasilien.   Den ligger i delstaten Pernambuco, i den östra delen av landet, 1 600 km nordost om huvudstaden Brasília. Antalet invånare är 53 823. Arean är 292 kvadratkilometer.
Terrängen i Timbaúba är huvudsakligen kuperad, men österut är den platt.
Följande samhällen finns i Timbaúba:
- Timbaúba

Omgivningarna runt Timbaúba är en mosaik av jordbruksmark och naturlig växtlighet. Runt Timbaúba är det ganska tätbefolkat, med 54 invånare per kvadratkilometer.